# アレクシス・ダデン
アレクシス・ブレイ・ダデン（英語: Alexis Bray Dudden, 1969年5月26日 - ）は、アメリカ合衆国のコネチカット大学教授。
専門は東アジア近現代史。父親はフルブライト協会の創設者であり、事務局長(1980〜84年)を務めた歴史学者のブリンマー大学のArthur Power Dudden教授 (1921–2009)。1991年にコロンビア大学を成績上位（magna cum laude）で卒業。1991～1992年に慶応義塾大学、1995～1996年にフルブライト奨学金で立教大学に留学し、1997年にシカゴ大学を卒業。1998年からコネチカット大学准教授に就任。2005年に「Japan's Colonization of Korea: Discourse and Power.」を執筆し、日韓併合は帝国主義時代の潮流の結果ではなく日本が韓国を計画的に植民地にした結果である主張し、日韓併合に関する新しい学術的な見解として評価された。2015年に朝鮮日報社からマンへ賞の平和賞を受賞。同年の韓国独立運動記念日の記念演説で朴槿恵大統領が「歴史とは好きに取捨選択し、必要なことだけ記憶するものではない」とダデンの言葉を引用するなど韓国への影響力を深める。2016年から2017年にかけては韓国の延世大学国際学研究科の客員教授を務めた。古森義久によれば、女性国際戦犯法廷の主催者とされるが、女性国際法廷の主催者名簿に彼女の名前は存在しない。

## 日韓関係の分析
韓国を活気に満ちた民主主義を達成した国、日本を極右が言論の中心にいる国としており、日韓関係が最悪の状況となった原因について、日本は奴隷労働や食人行為を含む戦時中の侵略行為について公然と議論することを避け、法的責任の問題を回避してきた。これは米国が安全保障の理由で賠償を免除したことに起因し、80万人の韓国人が日本での労働に強制的に動員された強制労働や奴隷労働の歴史に対する偏った認識が拍車をかけており、その責任は、韓国の苦しみを無視して、日韓で解決する問題であると不介入を続けて、日本の後ろ盾となっている米国にあると解説した。
この解説に対して、アール.H.キンモンスはダデン教授は自説の論拠が乏しいために食人行為などの奇妙な言及を行っていると指摘。一例として、日本人によって「奴隷にされ、投獄された人々に対する賠償」がないという主張に対して、日本政府からの賠償が行われてないというのは日韓基本条約や財産及び請求権に関する問題の解決並びに経済協力に関する日本国と大韓民国との間の協定を無視していると反論し、韓国政府が日本から提供された資金を戦争被害者ではなく国内産業に使用したことについて日本政府に責任はないと反論した。

### 旭日旗問題
2019年11月1日、ガーディアン紙に“Japan’s rising sun has a history of horror. It must be banned at the Tokyo Olympics”を寄稿して、旭日旗を掲げる行為は大日本帝国の侵略の歴史を肯定して残虐行為を浄化する目的であるため韓国が意義を唱えることは当然の行為であると旭日旗問題を解説し、国際オリンピック委員会に対して、この旗の下で80万人の韓国人が奴隷にされ、中国、シンガポール、フィリピン、ミャンマーなど何百万人もの人々が暴力に苦しめられたことを日本に教育しなければ、これらの国々がボイコットすることになると警告を行った。
この解説に対して、大正大学名誉教授のアールH.キンモンス名誉教授は、旭日旗を掲げる日本の海上自衛隊を中国、フィリピン、ミャンマーが歓迎している実情に沿っていないと指摘し、日本国憲法第21条の「集会、結社及び言論、出版その他一切の表現の自由は、これを保障する。」に対して、ダデン教授は日本国政府が旭日旗の掲揚を禁止する法的根拠を明示していないと批判した。

## 北朝鮮による日本人拉致問題
北朝鮮による日本人拉致問題については、日本は植民地時代に何百万人もの韓国人を誘拐し奴隷にしたという事実があるため、20世紀に行方不明になった一握りの日本人が誘拐された可能性について、アジアの国々は日本に同情していない。横田めぐみの奪還に日本政府は熱心であるが、1938年から1945年の間にアジア全土から最大20万人の女性と少女を日本国が性的奴隷にした慰安婦問題に対して、国連で議論することを避ける二律背反を行っていると日本を批判している。

## 慰安婦問題
- 2005年2月15日、Japan Focus誌に日本政府がアジア女性基金の解散を決定したことを批判する記事を寄稿。アジア女性基金を日本国政府が被害者に直接の謝罪を拒絶するために創設した半民半官の組織と批判した上で、その解散は日本が被害者jへの謝罪を終了する行為であると批判を行った[16]。
- 2006年4月16日、Japan Focus誌にレーン・エヴァンス（英語版）下院議員らによる戦時慰安婦に対する責任を受け入れるよう日本に求める米国議会決議を支持する記事を寄稿。慰安所を日本政府と日本軍の共謀によって設置された施設とし、推定5万人から20万人の女性が誘拐または騙されて性奴隷として使役されたと解説し、日本政府は性的奴隷制、戦時中の残虐行為、強制労働に対する賠償をサンフランシスコ平和条約によって免れてきたと批判を行った[17]。
- 2006年4月16日、Japan Focus誌に日本の戦争責任資料センターと共同で2007年3月1日の参議院予算委員会で安倍晋三総理大臣が慰安婦について「強制性について、それを証明する証言や裏付けるものはなかった」と発言したことを批判する記事を寄稿。日本人をメガネと出っ歯を掛けたフンドシ姿というステレオタイプな表現で侮辱する漫画を引用しながら「日本の軍人が強姦中に胸を切り落とした」「軍医に胎児を切り出された」慰安婦を使い捨てる行為だと批判を行った[18]。
- 2013年2月15日、週刊金曜日に安倍晋三総理大臣の歴史認識が日本の国際的な地位を引き落とすと寄稿。安倍は日本による性的奴隷制度の真実を持っている人々が死ぬのを待って既知の証拠を否定する作戦を取り、竹島問題は「日本は韓国に竹島を奪われた被害者」と日韓の加害関係を逆転するための作戦であるとしており、安倍の「いじめ」に米国は耳を傾けてはならないと主張している[12]。
- 2015年5月5日、米国や欧州、オーストラリアで活動する日本学、歴史学などの学者187人と「日本の歴史家たちを支持する声明」を発表。「日本の歴史家たちを支持する声明」を主導したとして、韓国政府から平和大賞を授与される[6]。
- 2015年、日韓慰安婦合意が成立し、慰安婦問題が「最終的かつ不可逆的に」解決されたことが日韓政府によって宣言されると、「韓日政府間の慰安婦合意は共同記者会見以上の何ものでもない」と主張し、「日本政府は国家的責任を負わなければいけない。これがなければ実質的な意味でいかなる合意も成し遂げられない」と慰安婦問題の継続を求めた[19]。
- 2021年3月10日、韓国KBSの記者に「ラズマイヤー教授を批判する学者にテロ事件が発生し捜査中」[20]だと伝えた。この記事の中でダデンは「日本にいるので、脅迫の対象に直接行動が可能です。東京にある私の同僚たち、三人の仲間たちは、彼らの研究室で爆発が原因で火が出ました」と言っている。

## 活動
- 2014年2月7日、普天間基地移設問題では辺野古新基地を「この醜い構造物は米国の恥だ」と批判する寄稿を行った[21]。
- 2015年1月15日のニューヨーク・タイムズインターネット版にて、安倍晋三首相は日本を第2次世界大戦以前の状態まで復活させようとする膨張主義政策をとっており、尖閣諸島・竹島・北方領土の領有権主張もその政策の一部だと厳しく批判した[22]。
- 2015年1月16日付けのニューヨークタイムズに次の記事を寄稿している[23]ここで北方領土、竹島と尖閣の領土紛争は安倍政権の拡張主義的見解の結果であり、また安倍政権は日本国憲法の条項である戦争放棄を修正しようとしていると批判している。この記事に対して同じニューヨークタイムズに批判記事[24]が掲載されている。日本政府の領土主張を「膨張主義者」、「復讐主義者」、そして「修正主義」の例として特徴づけることは完全に根拠がないと批判している。
- 2015年2月2日、日米欧の学者ら17人連名で、普天間飛行場の辺野古移設中止を求める書簡を辺野古移設を支持するアメリカ合衆国大統領バラク・オバマあてに送った[25]。
- 2016年12月25日、安倍晋三首相の真珠湾訪問に先立ち、日米両国の歴史学者ら53人が連名で発表した、安倍の歴史認識を問いただす公開質問状に名を連ねた[26]。この公開質問に対して、米国ダートマス大学のジェニファー・リンド教授は「日米間は信頼関係があるから和解は成立するが、中国や韓国は日本と信頼関係はないため、慰霊は逆効果になる」と解説している[27]。

## 批評
- ハワイ大学のジョージ・アキタ教授は、ダデンの日本の朝鮮統治の研究を「学者らしからぬ、意味不詳かつ一方的な記述の羅列と、ときに史実の立証が不可能な出来事に基づく、単純にして怪しげな結論なのである」と論じている[28]。
- 麗澤大学のジェイソン・モーガン准教授は「アレクシス・ダデンという日本叩きで有名な教授がいて、彼女は２０年以上も日本を叩き続けています。彼女の指導教授も日本叩きの達人で、４０年以上、証拠を一切出さずにただ日本を責めて、日本が悪かった、謝れ謝れ、その繰り返しなのです。」と評している[29]。
- 古森義久は、ダデンは「徹底した韓国びいき、日本叩きで知られた人物」と論じている。2019年にダデンがニューヨークタイムスへの寄稿で、「日韓対立は（アメリカ政府が）韓国より日本を大切にしたせいで起こった」とアメリカ政府を批判した際には「そんな無理までしないと韓国の立場を擁護できないのだ」と評している[6]。

## 著書
- 『Japan's Colonization of Korea: Discourse and Power』(Studies of the Weatherhead East Asian Institute)」 Univ of Hawaii Pr、2006/11、ISBN 978-0824831394
- 『Troubled Apologies Among Japan, Korea, and the United States』 Columbia Univ Pr、2014/4、ISBN 978-0231141772